# Bahnhof Rohrbach (Saar)
Der Bahnhof Rohrbach (Saar) liegt am südlichen Bebauungsrand der Ortschaft Rohrbach, einem Stadtteil von St. Ingbert im Saarland.

## Entstehung
Die in Schwarzenacker beginnende Würzbachbahn wurde 1866 bis Hassel eröffnet und ein Jahr später auf direktem Weg bis nach St. Ingbert durchgebunden. Dabei war zwischen Hassel und St. Ingbert der so genannte Hasseler Tunnel entstanden. Letzterer hatte sich jedoch aus strategischer Sicht als ungeeignet erwiesen, weshalb besagte Strecke zwischen Würzbach und St. Ingbert neu trassiert wurde. Dabei erhielt Rohrbach einen Bahnhof.
Letzterer wurde mit der Einweihung der Umgehungsbahn zum 1. September 1895 eröffnet und am 1. Oktober 1903 mit der Eröffnung der Strategischen Bahn (Glantalbahn/Münster am Stein–Rohrbach (Saar)) vergrößert. Letzte umfangreiche Umbauten am Bahnhofsgebäude erfolgten im Jahre 1958. Mit der planmäßigen Aufnahme des ICE3-Zugverkehrs Mannheim–Paris 2008 wurde die westliche Ausfahrtskurve „entschärft“ sowie die Bahnsteige höher- und etwa 50 Meter weiter östlich verlegt. Das Bahnhofsgebäude wurde geschlossen, nachdem dort bereits seit längerem kein Fahrkartenverkauf mehr stattfand. Schließlich wurde es teilweise abgerissen.
Bis zur Schließung zahlreicher Industriebetriebe entlang der Bahnstrecke im Bereich Rohrbachs gab es einen Güterbahnhof sowie eine Reihe von Industrieanschlüssen, die mittlerweile alle stillgelegt sind, der letzte 2008. Neben den drei Personenbahnsteigen gibt es noch ein  Abstellengleis.
Im Bereich des Bahnhofs befinden sich außer Fahrkartenautomaten keine weiteren Serviceangebote. Die etwa in Ost-West-Richtung verlaufende Bahnlinie kann durch einen Fußgängertunnel unterschritten werden, die Unterführung des Mittelbahnsteiges erfolgt durch einen separaten Tunnel, der allerdings nur in Ortsrichtung (nach Norden) führt, so dass für Bahnreisende des Mittelbahnsteiges, die nach Süden wollen, die Gleise zweimal gekreuzt und die Treppenaufgänge zweimal bestiegen werden müssen.

## Bedienungsangebot
| Linie                    | Fahrtstrecke | Takt                            |
| RB 70                    | Merzig (Saar) – Dillingen (Saar) – Saarlouis Hbf – Saarbrücken Hbf – St. Ingbert – Rohrbach (Saar) – Homburg (Saar) Hbf – Kaiserslautern Hbf | Stündlich, meist aber ohne Halt |
| RB 71                    | Trier Hbf – Dillingen (Saar) – Saarlouis Hbf – Saarbrücken Hbf – St. Ingbert – Rohrbach (Saar) – Homburg (Saar) Hbf                          | Stündlich                       |
| RB 68                    | Saarbrücken Hbf – St. Ingbert – Rohrbach (Saar) – Zweibrücken Hbf – Pirmasens Nord – Pirmasens Hbf                                           | Stündlich                       |
| Stand: 15. Dezember 2024 | |                                 |

## Weblink
- Gleisplan DB InfraGO (PDF)